# Forrest Theatre
Il Forrest Theatre è un teatro dal vivo nella 1114 Walnut Street Center City, area di Filadelfia, Pennsylvania. Ha una capienza di 1.851 posti ed è gestito dalla Shubert Organization.

## Storia
Il Forrest Theatre originale si trovava su Broad and Sansom Street ma la Fidelity Trust Company lo demolì e lo sostituì nel 1928 con il Fidelity-Philadelphia Trust Company Building (ora Wells Fargo Building).
Il nuovo teatro fu costruito nel 1927 al costo di milioni di dollari e fu progettato dall'architetto Herbert J. Krapp. Fu chiamato così dal nome dell'attore del XIX secolo Edwin Forrest, che era nato a Filadelfia e possedeva la Edwin Forrest House dove viveva. Lo spettacolo di apertura fu The Red Robe nel 1928. Nel 1997 fu intrapreso un restauro del teatro, compresa la ridecorazione e l'aggiunta di servizi igienici accessibili ai disabili.
Nel corso degli anni il Forrest Theatre è stato un banco di prova per vari spettacoli e musical di Broadway, fungendo da location per anteprime e prove di queste produzioni. Alcuni degli spettacoli che furono presentati al Forrest prima di trasferirsi a Broadway comprendono The Women (1936), Make Mine Manhattan (1948), Wonderful Town (1953), The Music Man (1957), Funny Girl (1963), The Star- Spangled Girl (1966), Golden Rainbow (1967), The Wiz (1974) e Chicago (1975).
Dalla stagione 2007-2008, il Forrest Theatre si è unito al Kimmel Center for the Performing Arts per offrire una stagione di produzioni itineranti di Broadway.